# Max Johnston (football)
Max Johnston, né le 26 décembre 2003 à Middlesbrough, est un footballeur international écossais qui évolue au poste d'arrière droit au Sturm Graz.

## Biographie
Max Johnston est né à Middlesbrough, en Angleterre, dans le Yorkshire, son père, l'international écossais Allan Johnston, jouant alors avec le Middlesbrough FC,,.

### Carrière en club
Max Johnston est formé au Motherwell FC, en Écosse, où il fréquente notamment le futur international écossais Allan Campbell, intègrant l'équipe première du club lors de la saison 2020-2021.
Johnston fait ses débuts professionnels avec son club formateur le 13 février 2021, entrant en jeu contre le Hamilton Academical en championnat d'Écosse,.
La saison suivante il est prêté au Queen of the South en Scottish Championship, puis, pour la saison 2022-2023, aux Cove Rangers, toujours dans le même championnat. Il est toutefois rappelé par son club mère le 1er janvier 2023, s'imposant cette fois comme titulaire indiscutable et acteur central du regain de forme du club de Motherwell,,. Il marque notamment son premier but le 15 février 2023 lors de la victoire 2-1 en championnat contre St. Mirren.
Il est alors désigné meilleur jeune de la saison par la presse sportive écossaise (en).
En fin de contrat avec son club formateur Johnston est à ce moment-là sur les tablettes de nombreux clubs des grands championnats européens,,,,, : il rejoint finalement le club de Bundesliga autrichienne du Sturm Graz le 25 juillet 2023, y signant un contrat qui l'amène jusqu'à l'été 2027,,. Il cite entre autres la possibilité de jouer une compétition européenne ainsi que le style de jeu prôné par Christian Ilzer (en) comme les raisons de son choix de rejoindre les récents vainqueur de la Coupe d'Autriche,,.
Il fait ses débuts avec son nouveau club le 15 août 2023, entrant en jeu lors du match de qualification à la Ligue des champions contre le PSV Eindhoven,.

### Carrière en sélection
Max Johnston est international écossais en équipes de jeunes, ayant notamment joué avec les moins de 19 ans à partir de 2024.
Il fait ensuite ses débuts avec les espoirs écossais le 17 novembre 2022, titulaire et buteur en match amical contre l'Islande.
Il a été appelé par le sélectionneur écossais pour un match amical contre la France. Sa première apparition sous le maillot écossais sera le 20 mars 2025 lors d'un match de Ligue des nations contre la Grèce, où il est rentré dans le temps additionnel.

### Style de jeu
Arrière droit, également capable d'évoluer un cran plus haut, Johnston est décrit comme un joueur aux fortes capacités offensives, faisant montre de ses qualités de courses et d'explosivité pour couvrir tout la longueur du terrain sur son coté, en attaque comme en défense.
Il cite notamment Trent Alexander-Arnold parmi ses principales inspirations à son poste.

## Palmarès
Sturm Graz
- Championnat d'Autriche (2) :
  - Champion : 2023-2024 et 2024-2025.
- Coupe d'Autriche de football (1) :
  - Vainqueur : 2023-2024.